# Pets United
Pets United (bra: Pets Unidos!; prt: Liga dos Animais Fantásticos) é um filme de animação alemão-chinês-britânico de 2019, dirigido e escrito por Reinhard Klooss e estrelado por Natalie Dormer, Eddie Marsan e Jeff Burrell.

## Elenco
- Patrick Roche - Roge
- Natalie Dormer - Belle
- Eddie Marsan - Frank Stone / The Cyborg
- Jeff Burrell - Ronaldo
- Harvey Friedman - Walter
- Ian Odle - Sheriff Bill / Brian
- Bryan Larkin - Beezer
- Naomi McDonald - Joy / Chichi
- Andres Williams - Edgar
- Felix Auer- Bob
- Teresa Gallagher - Sophie
- Frank Schaff - Asgar
- Tom Haywood - Stan